# 정흥철
정흥철(鄭興喆, 1957년 8월 21일 ~ )은 대한민국의 예술가이다.

## 생애
1957년 음력 8월 21일, 서울에서 태어났다. 본명 정현기(鄭炫祁). 덕수상업고등학교, 서울대학교 미술대학 회화과에서 서양화를 전공했다.
서울경문고등학교 미술 교사, 선화예술고등학교 소묘 강사를 지냈다. 선화예술고등학교 애니메이션 제작 팀 <또기로딱>을 결성 및 지도했다.
2008년 기준으로 애니메이션 네 번째 왕을 제작 중이다.

## 주요 경력
- 1999년 - 인계외 (Redavni) 제작 지도
- 2000년 - 성형미인, 지옥에 가다 (Plastic Beauty, Falls to Hell), 칼라큘라 (Colorcula) 제작 지도, 어느 유쾌한 하루 제작 참여
- 2001년 - 찻잔 속의 바다 (The Ocean In a Teacup), 지붕 위에서 바라본 풍경 (미완성) 감독
- 2002년 - GODOG 감독, Babytopia 제작 참여

## 주요 영화제 출품, 수상 및 언론매체 보도 사항
- 1999. 12 - EBS 교육방송, <인계외> 방영 및 또기로딱 소개
- 2000. - EBS 교육방송, <성형미인, 지옥에 가다> 방영
- 2001. 7 - <찻잔 속의 바다> 제5회 서울국제애니메이션페스티벌 (SICAF) 경쟁부문 본선 진출
- 2001. 8 - <찻잔 속의 바다>  제2회 인디키노국제영화제 (IIFF) 경쟁 부문 최우수 디지털 창작상 수상
- 2001. 8 - <칼라큘라> 제2회 인디키노국제영화제 (IIFF) 경쟁 부문 본선 진출
- 2001. 8 - <찻잔 속의 바다> 제2회 레스페스트디지털영화제 관객상 수상
- 2001. 8 - <칼라큘라> 제2회 레스페스트디지털영화제 경쟁 부문 본선 진출
- 2001. 12. - PBC 평화방송, <칼라큘라> 방영 및 제작 학생들과의 대담 프로 방영
- 2001. 11 - <칼라큘라>, 제27회 한국독립단편영화제 (KIFF2001) 초청작 선정
- 2001. - 청주시네마테크 ‘한국 영화를 부탁해’라는 주제로 국내 10대 문제 영화의 하나로 <찻잔 속의 바다> 선정 상영
- 2001. 12. - PBC 평화방송에서 <성형미인, 지옥에 가다>와 <어느 유쾌한 하루> 방영 및 제작 학생들과의 대담 프로 방영
- 2002. - <성형미인, 지옥에 가다> 제 26회 동경비디오페스티벌 Video Communication Prize 수상
- 2002. - <GODOG>, 미디어시티서울국제애니메이션페스티벌 (SIAF2002) 단편부 본선 진출
- 2002. - <GODOG>, LG동아 국제만화애니메이션공모전 본선 진출
- 2002. 6. 13 - 부산시네마테크 <찻잔 속의 바다> 상영
- 2002. 7. 26. - MBC TV <생방송 화제집중>에서 또기로딱과 <GODOG> 소개 방영
- 2002. - 애니메이션 전문지 <애니메이툰>, 또기로딱 취재 보도
- 2002. 8. - KBS TV <독립영화극장> 프로그램에서 또기로딱과 <칼라큘라> 소개 방영
- 2002. 8. 24 - 대구독립영화협회, 한여름 야외 단편 영화제를 통해 국내외 수준 작품 11편 중의 하나로 <찻잔 속의 바다> 선정 상영
- 2002. - <GODOG>, 춘천애니타운페스티벌 가작 수상
- 2002. 10. - <찻잔 속의 바다>, 부산영상제 동상 수상
- 2002. 10 - KBS 위성 TV, <GODOG>과 <Babytopia> 취재 방영
- 2002. 11 - 영화잡지 <씨네21>에서 <GODOG>과 <Babytopia> 취재 소개
- 2002. 12 - <찻잔 속의 바다> 대한민국애니메이션대상 특별상 (영화진흥위원회 위원장상)
- 2002. 12 - 중앙일보, <찻잔 속의 바다>와 또기로딱 취재 소개 <기사 보기>
- 2003. 2 - 애니메이툰, <GODOG>, <찻잔 속의 바다>와 또기로딱 취재 소개
- 2003. 2. - <GODOG> 동경비디오페스티벌 Video Communication Prize 수상
- 2004. 5. - EBS 교육방송, <찻잔 속의 바다> 방영

## 기타 제작 경력
- 1995 - CF 광고 <세이프존> 제작 감독
- 1999 - 새천년맞이 광화문 자정행사 12지신 차랑 행렬 무대 디자인
- 2000 - 미술 다큐멘터리 <광장과 묘지의 수호신들> 제작
- 2001 - 미술 다큐멘터리 <우성 김종영> 제작
- 2002 - 미술 다큐멘터리 <조각가 최만린> 제작 참여